# 日本とアイルランドの関係
日本とアイルランドの関係または日愛関係（英語: Ireland–Japan relations、アイルランド語: Caidreamh idir Éirinn agus an tSeapáin）は、アイルランドと日本との間の外交関係である。両国は経済協力開発機構に加盟している。

## 両国の比較
|             | アイルランド                     | 日本                            | 両国の比較                 |
| ----------- | -------------------------------- | ------------------------------- | -------------------------- |
| 人口        | 501万人（2021年）                | 1億2,593万人（2020年）          | 日本はアイルランドの約25倍 |
| 国土面積    | 7万273km2                        | 37万7,975km2                    | 北海道は8万3,424km2        |
| 首都        | ダブリン                         | 指定なし（事実上：東京都）      |                            |
| 最大都市    | ダブリン                         | 東京都区部                      |                            |
| 政体        | 議会共和制                       | 議院内閣制 立憲君主国           |                            |
| 公用語      | アイルランド語（ゲール語）、英語 | 指定なし（事実上：日本語）      |                            |
| 国教        | なし                             | なし                            |                            |
| GDP（名目） | 4,186億2,200万米ドル（2020年）   | 5兆648億7,300万米ドル（2020年） | 日本はアイルランドの約12倍 |

## 歴史

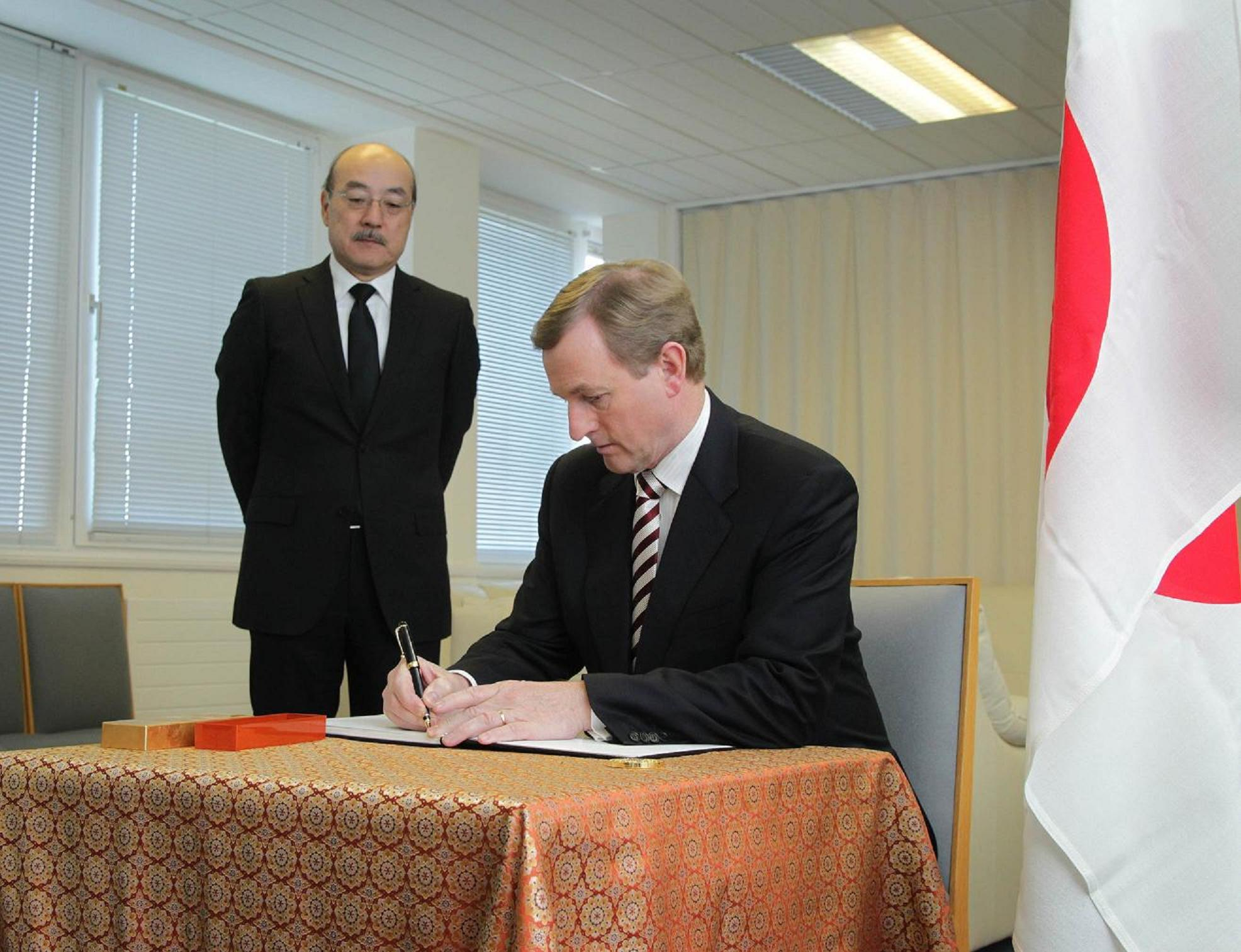
2011年3月22日、在アイルランド日本国大使館で東日本大震災と津波の犠牲者に追悼の記帳をするエンダ・ケニー首相

アイルランド人が日本を訪れた最古の記録は、1704年7月に九州沖でアイルランド人船員ロバート・ジャンセンが捕らえられた時に遡る。ジャンセンと5人の仲間は、フィリピンのオランダ東インド会社から脱出し、広東（現在の広州）を目指して小舟で出港した。当初、ヤンセンらはポルトガル人宣教師ではないかと疑われ、1704年11月まで拘束されていたが、最終的に釈放され、オランダ領東インド諸島のバタビア（現在のジャカルタ）行きのオランダ船に合流することが許された。
アイルランドと日本の最初の接触は、1872年12月、イギリス訪問中の岩倉使節団がダブリンを訪れた事から始まった。  明治維新後、アイルランド人男女が日本に移住し、さまざまな分野で活躍した。アイルランドの作家ラフカディオ・ハーン（日本名: 小泉八雲）は日本に移住し、日本についての本を書いている。 明治時代には、何百人ものアイルランドの修道女や司祭が来日、日本で生活し、働き、教育に携わった。また、第二次世界大戦中に日本に残ることを選んだアイルランド人の修道女や司祭もいる。日本軍が英国軍を降伏させたシンガポール陥落の日にはIRAのリーダーがダブリンの日本領事館を訪れて別府節弥領事らと盛大な祝賀をしたほか、スイスのアイルランド大使公邸が極秘部屋を設けて日本から別府領事への送金の仲介をしてくれるなど好意を受けた。
1957年3月、アイルランドと日本は正式に国交を結んだ。日本はアイルランドが東アジアではじめて国交を結んだ国である 。同年、両国はお互いの首都に公使を任命した。1964年、日本はダブリンの公使館を大使館に昇格させ、在アイルランド日本国大使館となる。1973年、アイルランドは東京に駐日大使館を開設した。 1983年9月、パトリック・ヒラリー大統領がアイルランドの国家元首として初めて日本を訪問した。 1985年、日本の皇太子明仁親王と美智子皇太子妃がアイルランドを訪問した。 皇太子夫妻はその後、2005年に天皇・皇后としてアイルランドを訪問した。 2013年6月、安倍晋三首相が日本の首相として初めてアイルランドを訪問した。
両国は国際連合で緊密に連携し、民主主義、人権、自由と正義、平和、法の支配、貧困撲滅への共通のコミットメントを持っている。 2017年に両国は国交樹立60周年を迎えた。

## 高官の往来
アイルランド高官の日本訪問
- パトリック・ヒラリー大統領（1983年、1989年、1990年）
- チャールズ・ホーヒー首相（1989年）
- メアリー・ロビンソン大統領（1995年）
- バーティ・アハーン首相（2004年）
- メアリー・マッカリース大統領（2005年）
- ブライアン・カウエン首相（2009年）
- エンダ・ケニー首相（2013年）
- ミホル・マーティン首相（2022年）[14]

日本高官のアイルランド訪問
- 皇太子明仁親王、美智子皇太子妃（1985年）
- 紀宮清子内親王（2000年）
- 憲仁親王妃久子（2003年、2017年）
- 明仁天皇、美智子皇后（2005年）
- 安倍晋三内閣総理大臣（2013年）

## 二国間関係
両国はこれまでに、所得税に関する二重課税の回避及び脱税防止に関する協定（1974年）、ワーキングホリデー査証に関する協定（2007年）、二国間の政治・経済・文化的な結びつきをさらに強固な物とするとともに、両国民の接触・交流を強化して相互理解を促進するための協定（2007年）、社会保障に関する協定（2011年）、両国国民のための6ヶ月間の査証免除に関する協定（2016年）など、複数の二国間協定を締結している。

## 貿易
2016年のアイルランドと日本の貿易総額は6.9億米ドルで、アイルランドの主な対日輸出品は光学機器と医薬品である。日本のアイルランドへの主な輸出品は医薬品と自動車である。日本の対アイルランド投資は、ICT、製薬、ライフサイエンス、金融サービスなどの分野で行われている。現在、アイルランドで投資・事業を行っている日本企業は80社で、日本で事業を行っているアイルランド企業は32社である。2018年7月、アイルランドを含む欧州連合（EU）は日本との間で自由貿易協定を締結した。

## 常駐外交公館
- 駐日アイルランド大使館（東京）[16]。
- 在アイルランド日本国大使館（ダブリン）[17]。

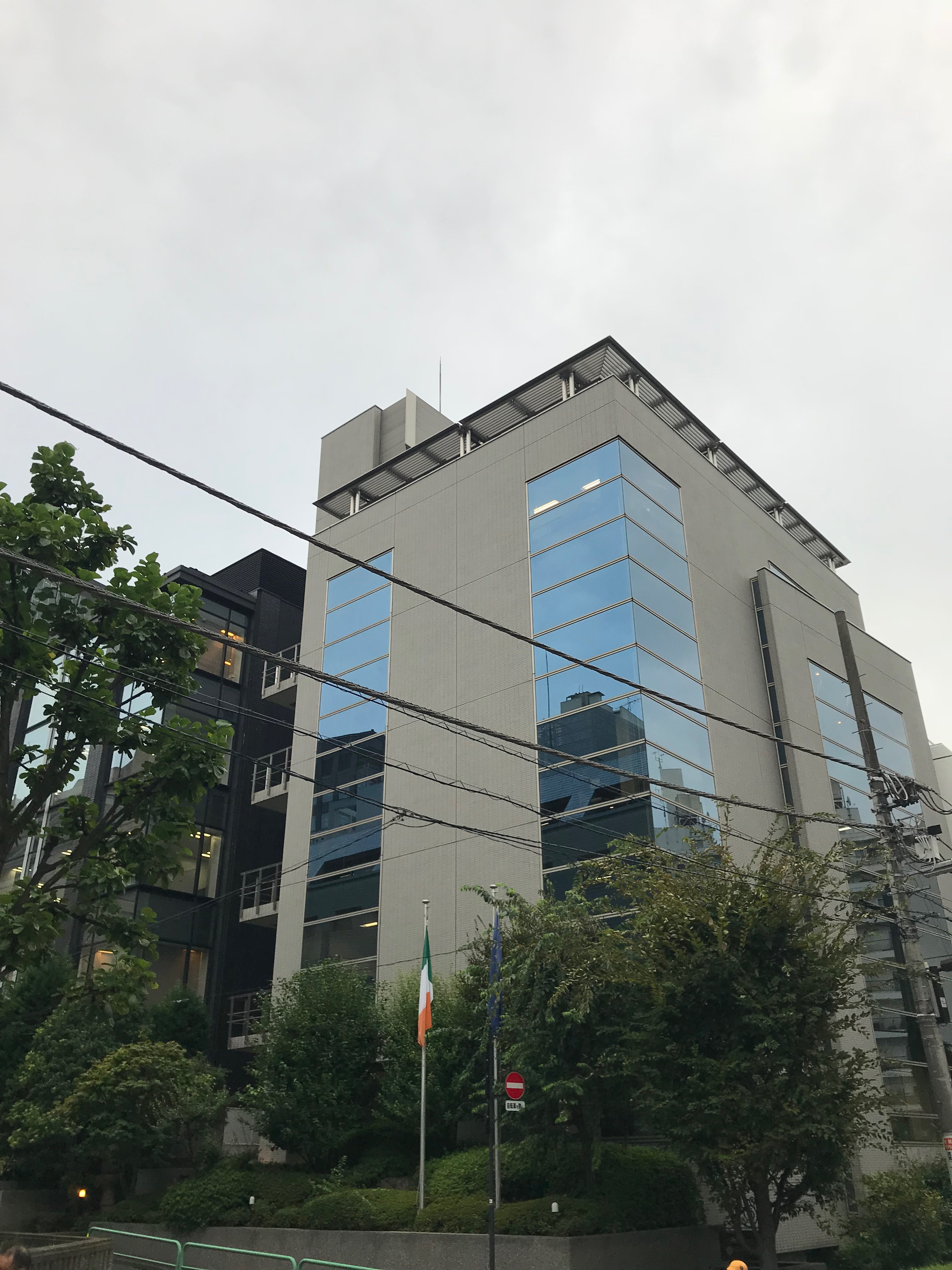
駐日アイルランド大使館
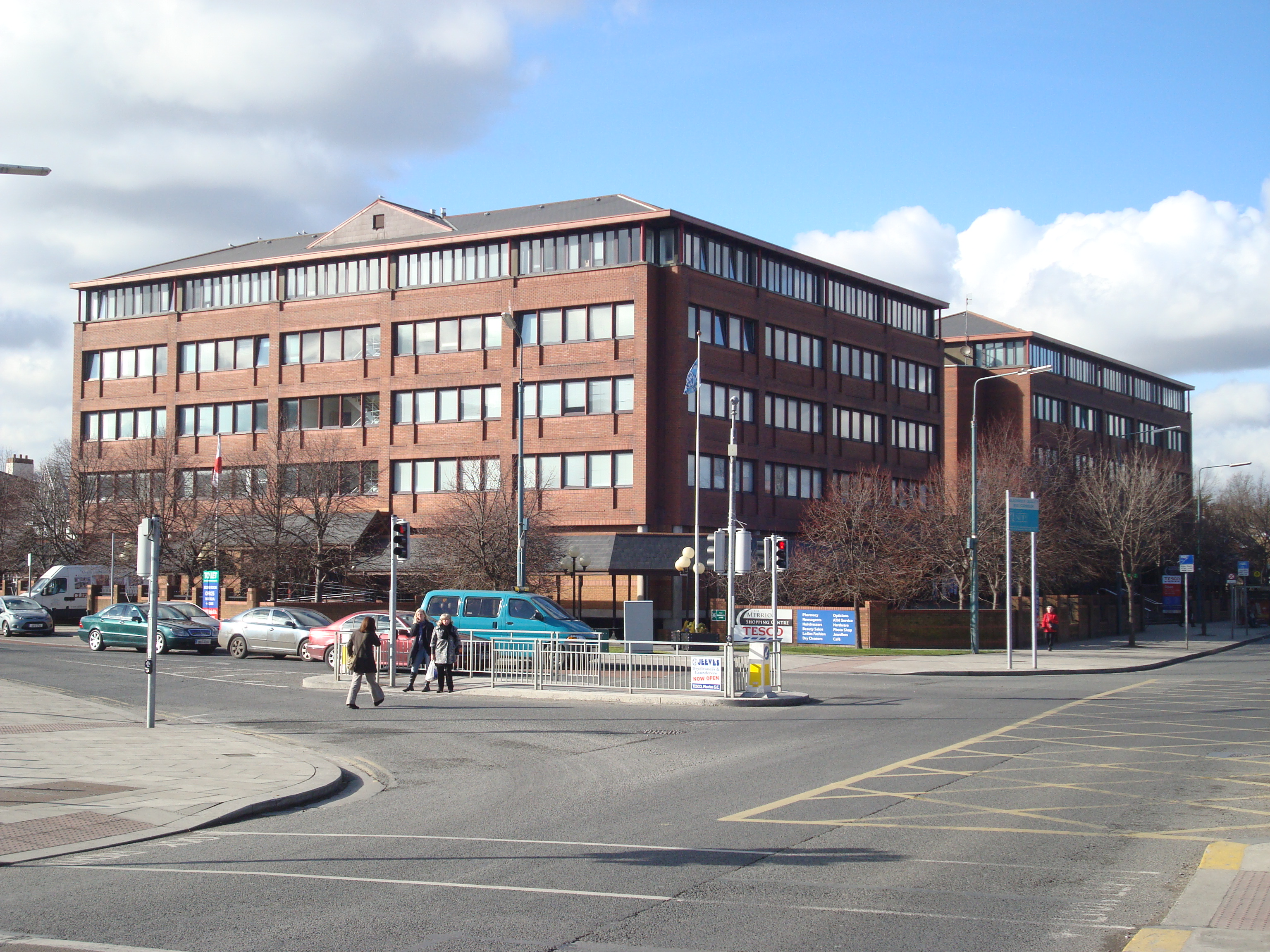
在アイルランド日本国大使館

## 名誉領事
- 1959年（昭和34年）9月、本田勇男（菱栄株式会社創業者）がアイルランド政府から名誉領事に任命される。長年、来日アイルランド人の世話を続けた功績によるもの[18]。